# Csáky Imre (matematikus)
Csáky Imre (Csáki Imre) (körösszegi és adorjáni gróf) (Nagyvárad, 1723. – Róma, (?) 1799) matematikus.

## Élete
Gróf Csáky Mihály, II. Rákóczi Ferenc generálisa és Klobusiczky Éva fia. Atyja törökországi emigrációban maradt (Rodostóban hunyt el), de édesanyja és az udvarhű rokonok, így Csáky Imre bíboros támogatásával hazatért, s fia már idehaza született. Életéről igen keveset tudunk, papi pályára lépve Rómába ment, apáti címet nyert és elolaszosodott. Jó kapcsolatokat ápolt II. Józseffel, a „kalapos királlyal”.

## Művei
- Horologium Principium oblatum et consecratum. Jaurini, 1742. (Mária Teréziának ajánlotta.)
- Elementa mathematicae universale. Romae, 1743.
- Propositiones Theologicae. Romae, 1748.